# Józef Ćwierczakiewicz
Józef Ćwierczakiewicz ps. „Card” (ur. 1822 w Warszawie, zm. 12 września 1869 w Genewie) – działacz socjalistyczny, dziennikarz.
Pracował jako dziennikarz, był w latach 1861-1863 przedstawicielem Komitetu Centralnego Narodowego na Pomorzu oraz agentem tegoż Komitetu w Anglii. Współpracował z Michaiłem Bakuninem i Aleksandrem Hercenem. Po upadku Powstania Styczniowego wyemigrował do Szwajcarii i osiadł w Genewie. Działał w Lidze Pokoju i Wolności, a także jako działacz emigracji polskiej przy Międzynarodowym Stowarzyszeniu Robotników (I Międzynarodówka) we Francji, Wielkiej Brytanii i w Szwajcarii.